# Пілар (Парагвай)
Пілар є столицею парагвайського департаменту Ньєембуку, розташований уздовж річки Парагвай в південно-західній частині країни. Розташоване близько 358 км (222 миль) від Асунсьйона , Пілар важливий центр торгівлі і уряду на південно-західному регіоні країни.

## Населення
В Піларі проживає 29327 людей, з них 14298 чоловіків і 15030 жінок, згідно з інформацією, наданою Головним управлінням статистики, опитувань та перепису населення.

## Туризм
В центрі міста багато історичних будівель побудовані при заснуванні міста.